# Amerila rufifemur
Amerila rufifemur är en fjärilsart som beskrevs av Walker 1855. Amerila rufifemur ingår i släktet Amerila och familjen björnspinnare. Inga underarter finns listade i Catalogue of Life.